# Ettore Gotti Tedeschi
Ettore Gotti Tedeschi (* 3. März 1945 in Pontenure, Provinz Piacenza) ist ein italienischer Bankmanager und Finanzethiker.

## Leben
Ettore Gotti Tedeschi wurde nach einem Studium der Wirtschaftswissenschaften an der Universität Parma 1973 für die Unternehmensberatung Sema in Paris tätig. 1980 wechselte er zu McKinsey & Company und war in Mailand und London insbesondere mit der Thematik von Vermögensverwaltung und Börsengängen befasst. 1987 gründete er mit Gianmario Roveraro die Bank Akros Finanziaria. Gotti Tedeschi baute als Vorstand der spanischen Banco Santander das Geschäft in Italien auf. Er war unter anderem Mitglied des Aufsichtsrates der Sanpaolo IMI. 1996 wurde er Professor für Finanzwirtschaft an der Mailänder Università Cattolica del Sacro Cuore, 2006 wechselte er auf die Professur für Wirtschaftsethik an die Universität Turin. Derzeit lehrt er Finanzethik an der Università Cattolica del Sacro Cuore.
Er löste am 23. September 2009 Angelo Caloia als Präsident des Istituto per le Opere di Religione (IOR), der Bank des Heiligen Stuhls auch auf Druck von Papst Benedikt XVI. ab, der auch den gesamten Aufsichtsrat absetzte. Ziel der Bestellung Gotti Tedeschis war es, das IOR auf sichere Füße zu stellen, mehr Transparenz zu schaffen und die innerhalb der EU geltenden Regelungen zur Verhinderung von Geldwäsche einzuhalten. Gotti Tedeschi gilt nicht nur als ein Experte für „Finanzethik“, ihm werden auch gute Verbindungen innerhalb der römisch-katholischen Kirche nachgesagt und er ist Mitglied der konservativen Laiengruppierung Opus Dei.
Er war Berater von Papst Benedikt XVI. bei der Abfassung der Sozial-Enzyklika „Caritas in veritate“.
Er ist Gastautor des Osservatore Romano und ständiger Kolumnist von Il Sole 24 Ore.
Gotti Tedeschi ist verheiratet und hat fünf Kinder.

## Ermittlungsverfahren
Am 21. September 2010 leitete die Staatsanwaltschaft in Rom ein Ermittlungsverfahren gegen ihn und den Generaldirektor der Vatikanbank IOR, Paolo Cipriani, wegen Verstoßes gegen die Normen zur Verhinderung von Geldwäsche ein. Die Vatikanbank IOR hatte zuvor zwei Überweisungen für anonyme Auftraggeber in Höhe von 23 Millionen Euro getätigt, ohne sie zu melden.
Das Verfahren wurde 2011 eingestellt und die konfiszierten 23 Millionen Euro zurückerstattet, nachdem Gotti Tedeschi das vatikanische Finanzsystem neu geordnet und Papst Benedikt XVI. per Dekret – einem „Motu proprio“ – verfügt hatte, dass die Vatikanbank die EU-Richtlinien zur Geldwäsche zu befolgen habe. So wurde unter anderem ein für den Vatikan geltendes Gesetz gegen Geldwäsche und die Finanzierung des Terrorismus bekanntgegeben. Zugleich schuf der Papst eine neue, von einem Kardinal geleitete Aufsichtsbehörde, die Vatikanische Finanzinformationsbehörde.

## „Vatileaks“
Am 24. Mai 2012 trat Tedeschi nach einem einstimmigen Misstrauensvotum des Vorstandes als Präsident der Vatikanbank IOR zurück. Das Pressebüro des Vatikans teilte als Begründung mit, er habe „grundlegenden Anforderungen“ nicht genügt und trotz wiederholter Mahnungen „bestimmte Aufgaben von vordringlicher Wichtigkeit nicht ausgeführt“. Am nächsten Tag bestätigte der vatikanische Pressesprecher, Pater Federico Lombardi, die Festnahme des päpstlichen Kammerdieners Paolo Gabriele, der verdächtigt wird, Whistleblower des vom Vatikan als illegal angeprangerten Sachbuchs „Sua Santita“ (Seine Heiligkeit – Die Geheimpapiere von Benedikt XVI.) zu sein, das in jener Woche erschienen war. Italienische Medien berichteten von einem Machtkampf innerhalb der Spitze der Kurie. Dieser habe zur Ausgrenzung Gotti Tedeschis geführt, der in den vergangenen Monaten immer wieder mit dem vatikanischen Staatssekretär Kardinal Tarcisio Bertone in Konflikt geraten war. Interimspräsident der Bank wurde Ronaldo Schmitz, Vertreter der Deutschen Bank im IOR-Vorstand.
Im Juni 2012 durchsuchte die Polizei Tedeschis Haus im Zusammenhang mit einem Bestechungsskandal des Rüstungskonzern Finmeccanica.

„Wie italienische Medien berichten, hat Tedeschi seitenlange Schreiben an den Papst vorbereitet, in dem der ehemalige Santander-Banker die Missstände in dem Finanzinstitut des Vatikans beschreibt. Danach sollen sowohl Politiker als auch streitbare Vermittler und Strohmänner der organisierten Kriminalität chiffrierte Konten bei dem Institut für Religiöse Werke haben, wie das Ior (Istituto delle Opere Religiose) übersetzt heißt.
Nach eigenen Aussagen soll Gotti Tedeschi um sein Leben fürchten. Eine Kopie des Schreibens sollte im Fall seines Todes auch an einen befreundeten Journalisten gehen. Nach der Darstellung des entlassenen IOR-Präsidenten sollen seine Probleme beim IOR begonnen haben, als er Fragen nach den Namen hinter den Nummernkonten stellte.“

Am 19. Februar 2014 archivierte das Untersuchungsgericht Rom auf Antrag der Staatsanwaltschaft die Ermittlungen gegen Gotti Tedeschi. Im Archivierungsdekret wurde jede Mitverantwortung Gotti Tedeschis ausgeschlossen.
Am 8. Januar 2015 gab Gotti Tedeschi gegenüber der englischen Wochenzeitung The Catholic Herald bekannt, als IOR-Präsident abgesetzt worden zu sein, wegen seiner Entscheidung, die Führungsebene des Finanzinstituts zur Gänze auszuwechseln. Grund dafür seien „Rückschritte“ in Sachen Transparenz gewesen, jene Transparenz, die er zusammen mit Benedikt XVI. im Dezember 2011 durch neue Bestimmungen gegen Geldwäsche durchgesetzt hatte.

## Schriften
- mit Alberto Mingardi: Spiriti animali. La concorrenza giusta. Università Bocconi 2007, ISBN 978-88-8350-101-2.
- mit Rino Cammilleri: Denaro e paradiso. I cattolici e l'economia globale. Con un commento all'Enciclica «Caritas in veritate». Lindau 2010, ISBN 978-88-7180-880-2.

## Bibliographie
- Gianluigi Nuzzi: Sua Santità – le carte segrete di Benedetto XVI. edizioni Chiarelettere, Mailand 2012, ISBN 978-88-6190-095-0.